# Mangrovestork
Mangrovestork (latin: Mycteria cinerea) er en storkefugl, der lever i Sydøstasien.